# Призраки (фильм)
«Призраки» (нем. Gespenster) — драма 2005 года режиссёра Кристиана Петцольда.

## Сюжет
Нина, девушка-подросток, занимается уборкой мусора в городском парке. Во время работы она встречается с Тони, и эта встреча поражает её. Тони как будто пришла из её снов и фантазий. Она сбегает вместе с ней, хотя это грозит ей проблемами: она сирота и находится на попечении государства. Взбалмошная Тони — нервное, неуравновешенное существо. Она озабочена только тем, как бы украсть денег на ближайшее время и обеспечить себе жизнь. В их напряжённую дружбу вмешивается Франсуаза, француженка, прилетевшая в Берлин в тщетной попытке отыскать свою пропавшую дочь Мари. Франсуаза видит Нину и считает, что она и есть Мари. Встреча трёх существ, у каждой из которых нарушена связь с окружающим миром, заканчивается той же пустотой, с которой начиналась. Каждая из них остаётся наедине со своими иллюзиями и мечтами.

## Актёрский состав
| В ролях        |  | Персонаж  |
| -------------- |  | --------- |
| Юлия Хуммер    |  | Нина      |
| Сабина Тимотео |  | Тони      |
| Мариана Баслер |  | Франсуаза |
| Орелин Рекоинг |  | Пьер      |
| Бенно Фюрман   |  | Оливер    |

## Награды
Фильм получил следующие награды:
| Награды                                | Награды | Награды                   | Награды      | Награды           |
| -------------------------------------- | ------- | ------------------------- | ------------ | ----------------- |
| Фестиваль / Премия                     | Год     | Награда                   | Категория    | Победитель        |
| German Film Critics Association Awards | 2006    | German Film Critics Award | Лучший фильм | Кристиан Петцольд |
| Schwerin Art of Film Festival          | 2005    | «Findling» Award          |              | Кристиан Петцольд |